# Volodímir Brazhko
Volodímir Brazhko (Zaporiyia, 23 de enero de 2002) es un futbolista ucraniano que juega en la demarcación de centrocampista para el F. C. Dinamo de Kiev de la Liga Premier de Ucrania.

## Selección nacional
Tras jugar en las categorías inferiores de la selección, finalmente hizo su debut con la selección absoluta de Ucrania el 21 de marzo de 2024 contra Bosnia y Herzegovina en un partido de clasificación para la Eurocopa 2024 que finalizó con un resultado de 1-2 a favor del combinado ucraniano tras los goles de Roman Yaremchuk y Artem Dovbyk para Ucrania, y un autogol de Mykola Matviyenko para Bosnia y Herzegovina.

### Participaciones en Eurocopas
| Copa          | Sede     | Resultado    | Partidos | Goles |
| ------------- | -------- | ------------ | -------- | ----- |
| Eurocopa 2024 | Alemania | Primera fase | 3        | 0     |

## Clubes
| Club                      | País    | Año       | Partidos | Goles |
| ------------------------- | ------- | --------- | -------- | ----- |
| FC Zoryá Lugansk (cedido) | Ucrania | 2022-2023 | 29       | 7     |
| F. C. Dinamo de Kiev      | Ucrania | 2023-     | 67       | 11    |

## Palmarés

### Títulos nacionales
| Título                  | Club                 | País    | Año  |
| ----------------------- | -------------------- | ------- | ---- |
| Liga Premier de Ucrania | F. C. Dinamo de Kiev | Ucrania | 2025 |